# Jan J. Hinlopen

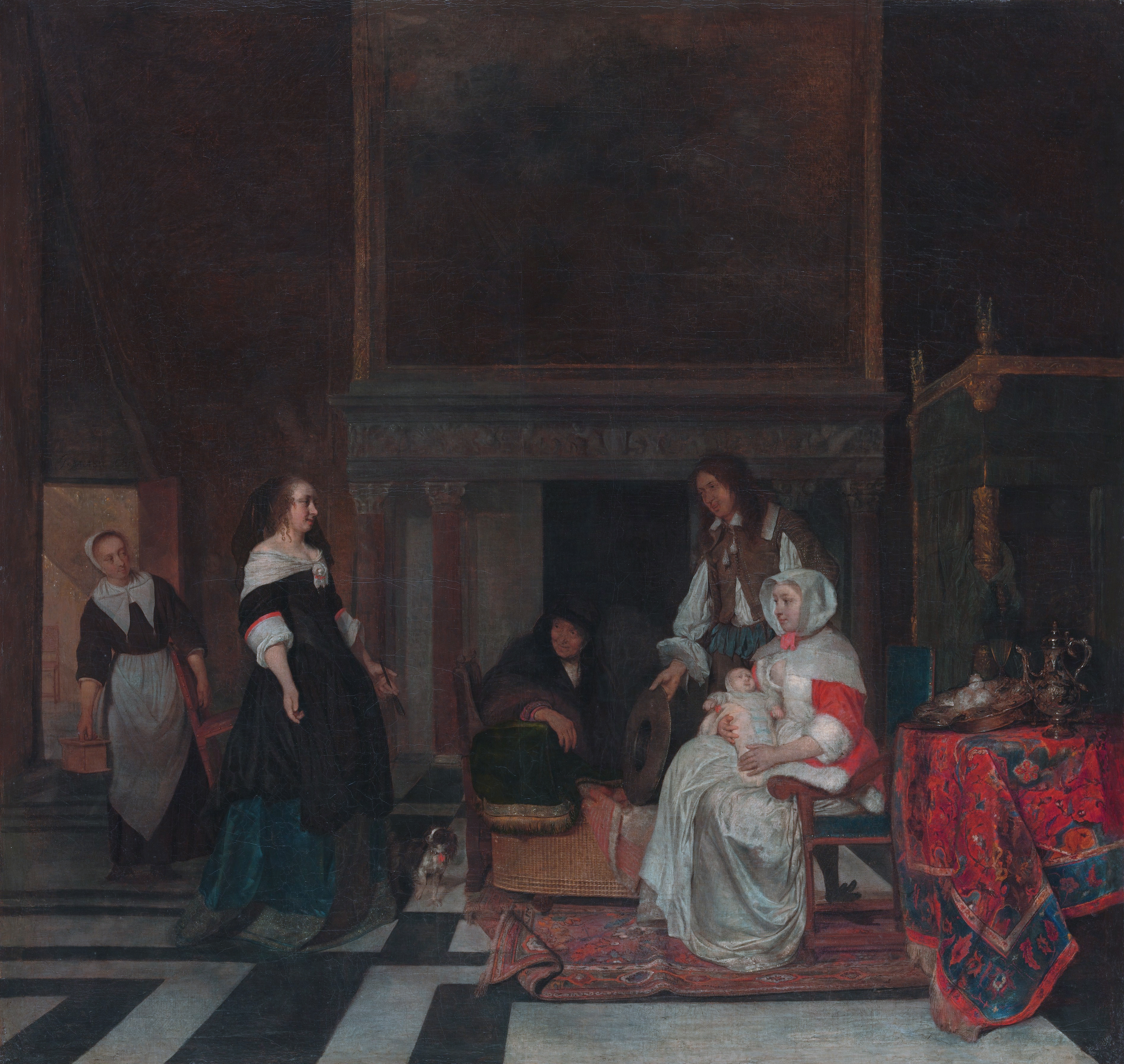
Kraambezoek (1661) Vermoedelijk na de geboorte van Sara Hinlopen, door Gabriel Metsu in het Metropolitan Museum. Jan Vos leverde een gedicht op het schilderij de Kraamvrouw.

Jan Jacobsz. Hinlopen (Amsterdam, 10 mei 1626 - aldaar, 4 september 1666) was een rijke lakenhandelaar, projectontwikkelaar, schepen in het stadhuis, vaandrig en luitenant in de schutterij en een verwoed verzamelaar van schilderijen.

## Biografie
Jan was de zoon van de Jacob J. Hinlopen en Sara de Wael, woonachtig op de Nieuwendijk en de Herengracht 130. Het laatste pand was afkomstig van zijn oom Jacques Nicquet die in 1621 failliet ging en daarmee de schulden afbetaalde aan zijn schoonfamilie. Later woonde hij met zijn broer Jacob op de Leliegracht, hoek Keizersgracht. De broers verdienden geld met o.a. een lakenhandel in de Warmoesstraat en het bouwen van een tiental huizen in de Jordaan. Eind 1650 werden hij en zijn broer benoemd in de schutterij dienende onder hun oom Hendrick Reael. In 1655 maakte hij deel uit van de parade van schutters bij de inwijding van het nieuwe stadhuis. Zijn broer Jacob was eerder dat jaar na enige commotie benoemd tot schepen, en zijn neef Jacob F. Hinlopen werd verzocht die dag de stad uit te gaan.
In maart 1657 ging Jan J. Hinlopen in ondertrouw met Leonore Huydecoper van Maarsseveen (1631-1663), de dochter van Johan Huydecoper, een schatrijke burgemeester en projectontwikkelaar in Maarssen. Voor het huwelijk op 3 april 1657 Jan Vos ontwierp een complete voorstelling van vijf vertoningen met begeleidende gedichten. Iedere vertoning bestond uit wel dertig tot veertig figuren, die op allegorische wijze de wanhoop van Amsterdam tijdens de pestepidemie uitbeeldden. 

Hij heeft Apollo en Themis, zij Pallas en Huiszorg tot speelgenoten. Voorzichtigheid, Schranderheid, Beleefdheid en Redelijkheid staan aan de ene zijde van de troon; aanminnigheid, Vriendelijkheid, Meewarigheid en Wakkerheid aan de andere ... 

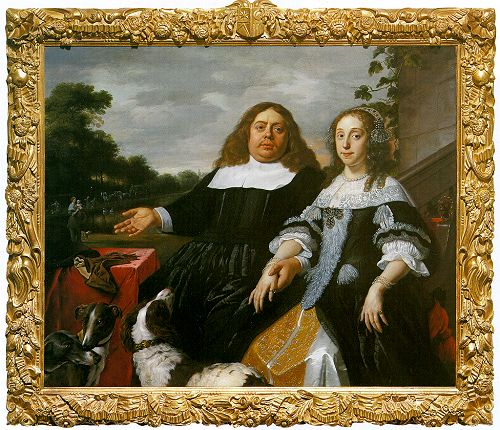
Jan J. Hinlopen rond 1665, met zijn tweede echtgenote Lucia Wybrants door Bartholomeus van der Helst, particulier bezit.

Op 20 januari 1658 werd hun eerste kind Jacob geboren, Johanna Maria kwam op 16 april ter wereld; Sara werd op 12 juni 1660 geboren; Geertruit op 1 januari 1662.
Rond 1659 betrok hij een pand in de Nieuwe Doelenstraat, voorheen bewoond door Pieter de Carpentier. Hinlopen was enkele maanden kerkmeester van de Nieuwe kerk, maar zegde die functie op toen hij commissaris van Kleine zaken werd. In 1660 werd hij gekozen tot schepen, maar zegde die functie op toen zijn schoonvader presiderend burgemeester werd. In 1661 werd hij opnieuw tot schepen gekozen. Op 1 augustus 1663 verloor Jan J. Hinlopen zijn jongste dochter aan de mazelen, zijn vrouw stierf op 1 november 1663 na een miskraam. Zijn oudste en enige zoon Jacob stierf op Pijnenburg en werd begraven in Lage Vuursche op de verjaardag van Sara Hinlopen.
Op 6 januari 1665 hertrouwde Jan met Lucia Wijbrants in de Nieuwe Kerk. Jan J. Hinlopen liet zich met zijn nieuwe echtgenote door Bartholomeus van der Helst schilderen met zijn overleden vrouw, de kinderen, de honden op de achtergrond. Op 13 november beviel zijn vrouw van een doodgeboren kind. Jan J. Hinlopen stierf op 40-jarige leeftijd. Zijn laatste functie was commissaris van Huwelijkse zaken.

## Zijn collectie
Na de voltooiing in 1660 verkocht Rembrandt het schilderij Ahasveros en Haman aan het feestmaal van Esther aan Jan J. Hinlopen. De aanleiding voor het schilderij was het toneelstuk Hester, oft Verlossing der Jooden, dat was opgedragen aan zijn vrouw Leonore Huydecoper. Het toneelstuk, geschreven door Johannes Serwouters (1623-1677), was in 1659 opgevoerd in de Schouwburg van Van Campen. Dit is wellicht een van de weinige schilderijen van Rembrandt waarvan de herkomst lijkt te kan worden teruggevoerd tot 1662, twee jaar na zijn voltooiing, want in dat jaar verscheen in een dichtbundel van Jan Vos een gedicht op een schilderij in de collectie van Jan Jacobsz. Hinlopen.

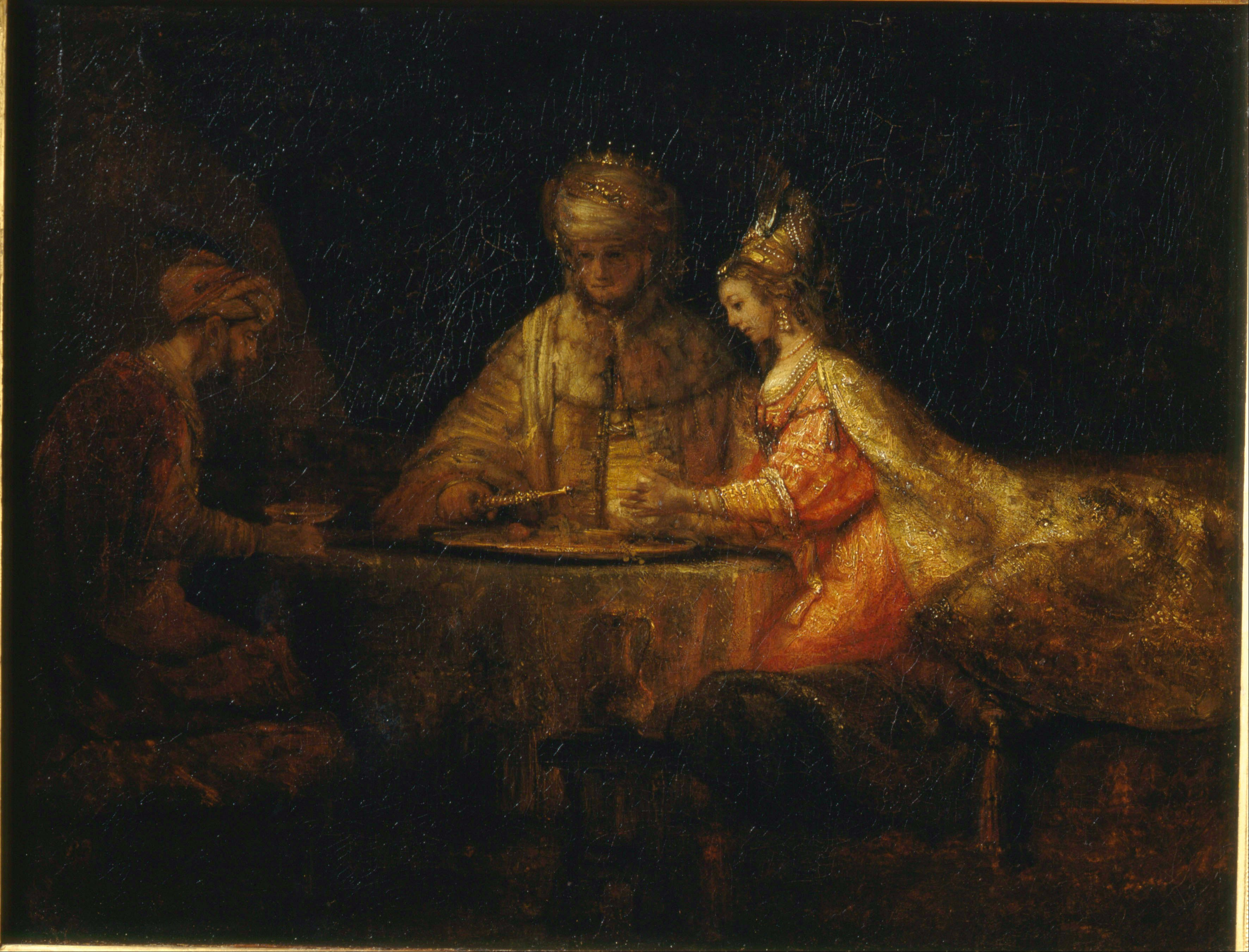
Ahasveros en Haman aan het feestmaal van Esther door Rembrandt geschilderd. Poesjkinmuseum, Moskou

De collectie bevatte portretten van hem en zijn vrouw door Jan van Noordt, verder twee schilderijen van Jan Lievens, Lazarus door Christus van den dood gewekt, en een Christus in 't graf; een schilderij met bloemen door Willem van Aelst en een Simon in de tempel met het Christuskind door Gerbrand van den Eeckhout. In zijn ruime onderkomen in de Nieuwe Doelenstraat hing een Venus in een wolk vol cupido’s door Peter Paul Rubens, dat hij van zijn schoonvader had geërfd; een schilderij met Sint Sebastiaan door Giovanni Contarini, een leerling van Titiaan, dat uit de boedel van Jacques Nicquet kwam. Jan Vos bezong niet alleen zijn schilderijencollectie, maar ook het barnstenen kistje dat Leonora geschenk had gekregen van de Grote Keurvorst, en het voortijdige overlijden van vrouw en kinderen.

### Twee schilderijen door Metsu
Het is onduidelijk hoeveel schilderijen van Gabriel Metsu Jan J. Hinlopen in zijn bezit had of hoe vaak hij of zijn schoonvader opdrachten gaf om zichzelf en/of zijn vrouw te portretteren. Mogelijk schilderde Metsu Jan en zijn vrouw en haar zuster bij de kraamvisite (1661). Dat schilderij bevindt zich in het Metropolitan Museum of Art in New York. Vanwege de grote ruimte en de gelijkenis van de schouw, ook te zien op een schilderij van Pieter de Hoogh, hebben kunsthistorici geopperd dat Metsu het gezelschap situeerde in de vroedschapskamer van het stadhuis op de Dam. Het andere schilderij door Metsu is een Portret van de familie Hinlopen uit het jaar 1663. Dat schilderij bevindt zich sinds 1832 in de Gemäldegalerie in Berlijn. Na zijn dood liet zijn tweede echtgenote, de weduwe Lucia Wijbrants, zich opnieuw door Metsu schilderen, zoals blijkt uit haar testament.

## De erfgenamen

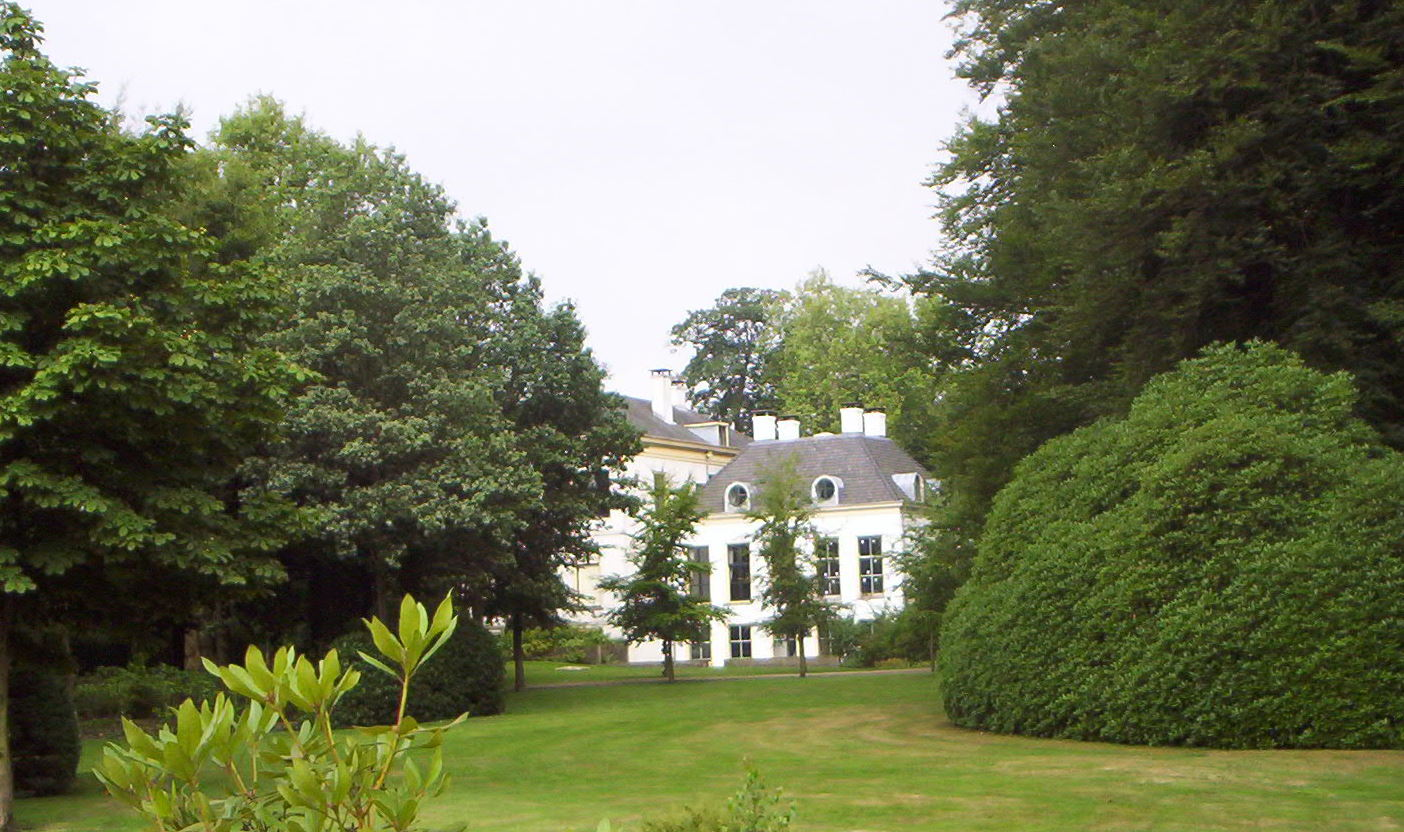
Landgoed Pijnenburg bij Lage Vuursche

Haar beide stiefkinderen Johanna Maria en Sara Hinlopen hadden grote moeite met de nieuwe situatie. Lucia Wijbrants koos eieren voor haar geld en hertrouwde in 1672 een burgemeester uit Utrecht, Johan van Nellesteyn (1617-1677), een vriendelijke man, die door Margaretha Turnor en haar man was gesteund bij de benoeming als burgemeester van Utrecht. De ooms/voogden, Jacob J. Hinlopen en burgemeester Joan Huydecoper van Maarsseveen, waren evenmin populair bij de tamelijk zelfstandige en schatrijke meisjes, die zo snel mogelijk op eigen benen wilden staan.
Joan Huydecoper had graag gezien dat zijn oudste zoon in het huwelijk treden met zijn nicht Johanna Maria, die pertinent weigerde. Johanna Maria Hinlopen trouwde, tegen de zin van haar voogden met Johan van der Merct, een advocaat, afkomstig uit Middelburg. Het huwelijk vond plaats in de dorpskerk van Amstelveen.